# 熊野丸
熊野丸是一艘由大日本帝國陸軍(IJA)建造的登陸艦，配備全通式飛行甲板。該艦於第二次世界大戰末期的1945年初完工，但由於燃料短缺，戰爭期間未能投入作戰。隨著日本於同年8月投降，熊野丸於吳市向同盟國投降。在開始執行遣返日本士兵的任務前，該艦已被解除武裝並進行改裝，最終於1947年拆解。

## 背景與設計
1944年3月，大日本帝國陸軍(IJA)與大日本帝國海軍(IJN)召開會議，以應對美軍潛艇對日軍商船造成的嚴重損失，並尋求更有效的護航方案。海軍的護航航空母艦至今成效有限，會議重點放在提升可用航空母艦的數量。陸軍提出將油輪改裝為護航航空母艦，並同意不再建造具有限航空能力的「秋津丸」級登陸艇母艦。大日本帝國海軍技術部同意負責改裝設計，而大日本帝國海軍軍令部則規定陸軍的輔助護航航空母艦需專門用於保護商船。雙方最終達成協議，由陸軍將兩艘標準的「M型」(軍用)9,502 容積總噸（GRT） 貨船改裝為具完整航空設施的登陸艇母艦，「熊野丸」為首艦。
「熊野丸」級艦艇採用平甲板設計，標準排水量為8,128公噸（8,000長噸），但海軍歷史學家漢斯·倫格勒(Hans Lengerer)則認為其標準排水量為6,314 t（6,214 long ton）。 艦艇總長度為152（498英尺8英寸）， 船寬19.58（64英尺3英寸），吃水6.95（22英尺10英寸）。其飛行甲板長110（360英尺11英寸）、寬21.5（70英尺6英寸），配備四條KYB阻攔索系統。艦內設有單一機庫，並配置一座後方升降機。艦艉左舷裝有一台大型起重機。
「熊野丸」的預定航空隊包括八架配備深水炸彈的三式指揮連絡機聯絡機。若作為航空運輸艦，飛行甲板可容納18架四式戰鬥機，機庫內可再裝載17架。
動力系統採用兩座艦本式齒輪式蒸汽渦輪機，各驅動一組螺旋槳軸，由三座艦本式水管鍋爐供應蒸汽動力。 許多資料提及的第四座鍋爐實際上為一座蘇格蘭式鍋爐(圓筒形輔鍋爐)，用於艦上蒸汽機械設備。 渦輪機總輸出功率達10,000匹軸馬力（7,500千瓦特），最高航速19節（35每小時；22英里每小時）或20節（37每小時；23英里每小時），續航力為6,000海里（11,000；6,900英里）(17節)。 艦艇煙囪設於右舷，以橫向排氣方式設計，以免影響飛行甲板操作。 艦橋位於飛行甲板前端下方。艦員共107人，若包括搭載部隊，總人數可達1,664人。
「熊野丸」級航母在陸軍分類為「M型C級」登陸艦。 艦內可裝載12艘17.1-（56-英尺）的特大發動艇(Toku Daihatsu)與13艘14-（46-英尺）的大發動艇(Daihatsu)，並可透過船艉兩扇大型艙門的軌道發射。

### 武裝

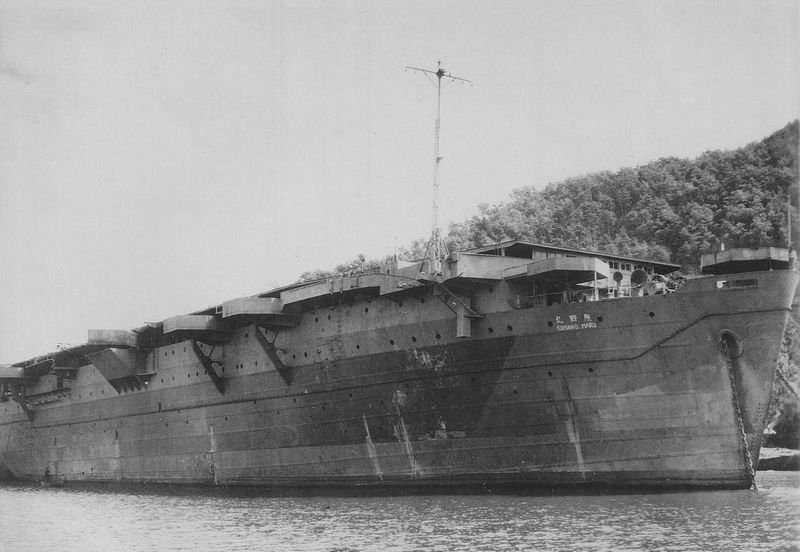
戰爭結束時的熊野丸

該艦的防空戰裝備包括八門單裝八八式7.5公分高射炮，其中三門位於右舷，五門位於左舷。這些火炮能發射6.5（14磅）的彈藥，初速為720 m/s（2,400 ft/s）。此外，該艦還裝備了六門單裝自動機炮，其中兩門設置在飛行甲板前方的平台上，其餘則位於飛行甲板後方的平台上。關於這些機炮的型號，部分資料顯示為陸軍的九八式20毫米高射機炮，而其他資料則認為是海軍的九六式25公釐高射機砲。九八式機炮的射速為每分鐘100發，九六式機炮則能以每分鐘約110發的速率發射250 g（8.8 oz）的彈藥。
此外，該艦還配備了兩門單裝150毫米(5.9英寸)反潜迫击炮，分別設置在艦艏與艦艉的平台上。這些迫擊砲可發射27-（60-磅）的彈藥，最大射程達4,500（4,900碼）。

## 建造與服役歷史

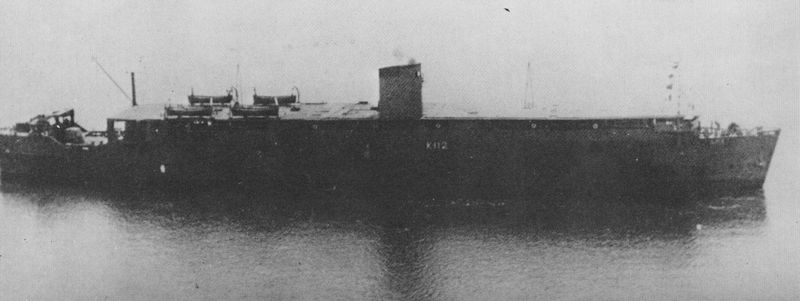
1947年作為遣返運輸船的熊野丸號

熊野丸號於1944年8月15日在日立造船位於因島市的造船廠安放龍骨，最初計畫作為標準戰時貨船建造，但在建造過程中被改裝為航空母艦。該艦於1945年1月28日下水，並在3月19日遭受美軍13架格魯曼F6F地獄貓戰鬥機和14架沃特F4U海盜式戰鬥機的襲擊，所幸未受損傷，並於3月31日完工。然而，由於日本燃油短缺，該艦未能投入作戰，甚至曾考慮拆除渦輪機，改為燃煤動力，但最終未予執行。
1945年8月15日日本投降後，熊野丸號向盟軍投降並被解除武裝。為適應遣返日本海外部隊的需求，該艦進行了一些改裝，例如將原本的橫向排煙管更換為直立排煙管，並增加了四艘大型救生艇，這些救生艇安裝於飛行甲板外懸的吊艇架上。熊野丸號持續執行遣返任務，直至1947年被出售予川崎重工業拆解。該艦於1947年11月4日在神戶的船塢開始拆解，並於1948年9月1日拆解完畢。.